# Sixto Malato
Sixto Malato Rodríguez (Almería, 10 de mayo de 1964) es un químico, Profesor de Investigación del CIEMAT, especialista en descontaminación de agua mediante procesos de oxidación avanzada.

## Biografía
Doctorado en Ciencias Químicas por la Universidad de Almería (1997), director desde 2012 hasta 2017 de la Plataforma Solar de Almería, donde trabaja como investigador desde 1990, dependiente del Centro de Investigaciones Energéticas, Medioambientales y Tecnológicas (CIEMAT) (Ministerio de Economía y Competitividad de España). También es miembro del grupo de investigación de Análisis ambiental y tratamiento de aguas, profesor de investigación de los cursos de doctorado en Química Avanzada de la universidad almeriense y codirector del Centro de Investigación en Energía Solar (CIESOL)
Es autor de casi una veintena de libros, coautor en diversas obras y ha publicado más de doscientos artículos en revistas científicas internacionales. Editor asociado en Environmental Chemistry Letters y Journal of Advanced Oxidation Technologies, además de ser miembro del comité editorial de otras publicaciones. En 2004 fue galardonado con el Premio Europeo de Innovación y en 2011 con el Premio Rey Jaime I de Medio Ambiente que otorga la Generalidad Valenciana.